# 阪急電車 (小説)

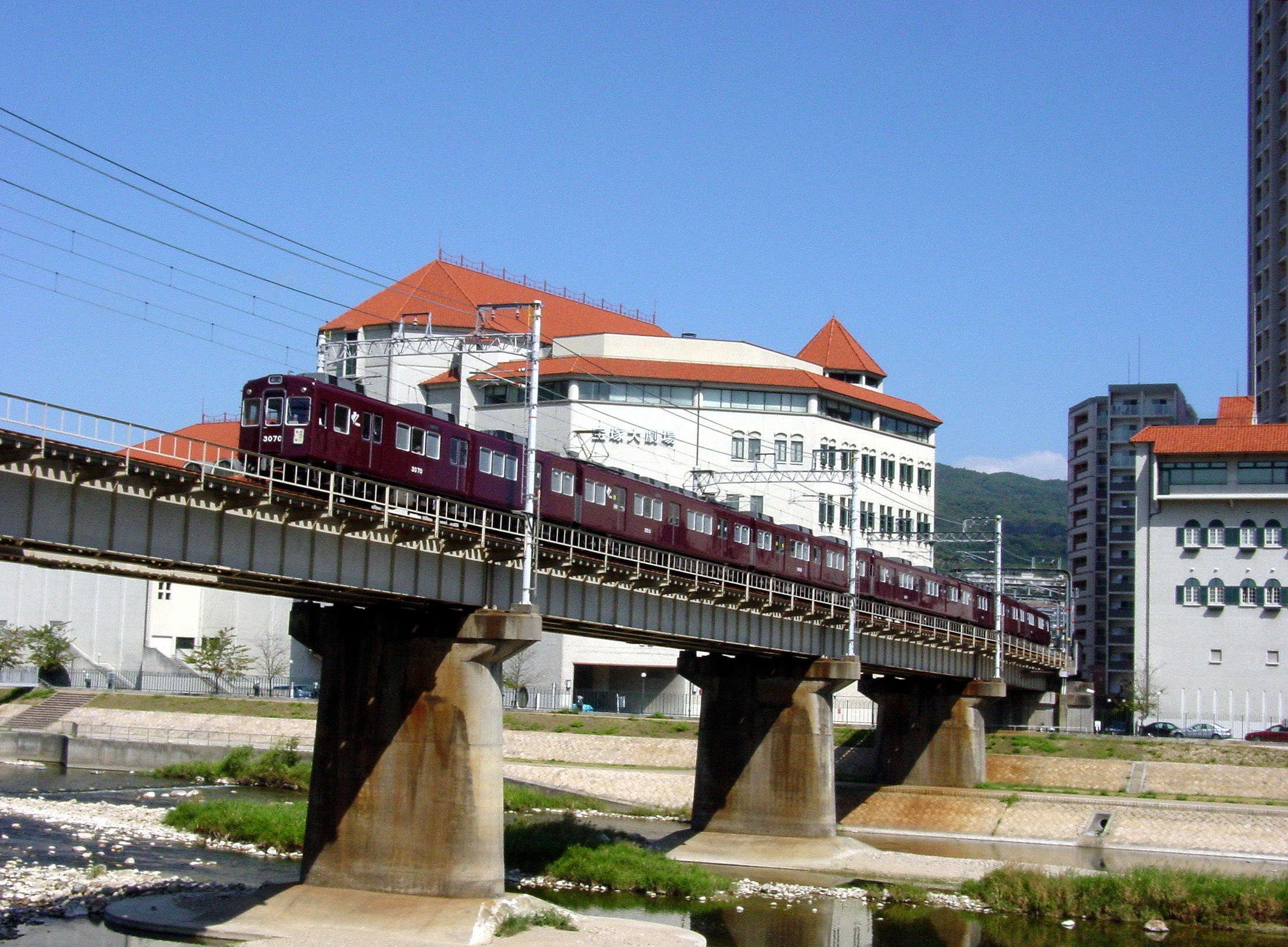
物語の舞台となる阪急今津線の電車 - 宝塚市

『阪急電車』（はんきゅうでんしゃ）は、有川浩の連作短編小説集。表紙イラストは徒花スクモ（ハードカバー版・文庫版とも）。
幻冬舎の隔月刊の文芸雑誌『papyrus』にて2007年に全6回連載され、単行本が2008年1月22日に幻冬舎から刊行。幻冬舎文庫版が2010年8月5日に発刊。
映画版および漫画版などのメディア展開についても本項で説明する。

## 作品概要
舞台となる阪急今津線は、南北十字に阪急神戸本線を縦断する計10駅のミニ路線総称である。接点の西宮北口駅で北線と南線が各々独立している。
この作品は、所要14分である北線の8つの駅を舞台とし、その乗客が織り成す様々なエピソードを一往復に当たる全16話で描写する。
それまでの有川の作品は、近未来・軍事・怪獣関係の設定を用いたものが多いが、本作品では実世界を舞台にしている。高知県出身の作者は、大学時代に今津線の沿線に下宿していたが故、今津線が一番思い入れのある路線であり、中でも小林駅にもっとも思い入れがあるという。
2010年8月、東宝が映画化すると発表され、2011年4月29日に公開された。
2012年5月14日付のオリコン文庫部門で100万部を突破し、文庫部門12作目の100万部突破となった。

## 初出
各章の駅名の後には（西宮北口方面行き）とあるのが正式名称だが、ここでは省略する。
- 宝塚駅 / 宝塚南口駅（『papyrus』11号〈2007年2月〉）
- 逆瀬川駅（『papyrus』12号〈2007年4月〉）
- 小林駅（『papyrus』13号〈2007年6月〉）
- 仁川駅（『papyrus』14号〈2007年8月〉）
- 甲東園駅（『papyrus』15号〈2007年10月〉）
- 門戸厄神駅 / 西宮北口駅（終点）（『papyrus』16号〈2007年12月〉）

## 書籍情報
- 単行本：幻冬舎、2008年1月、ISBN 978-4-34401450-3
- 文庫版：幻冬舎文庫、2010年8月、ISBN 978-4-344-41513-3

## ラジオドラマ
関西MBSラジオの番組『ありがとう浜村淳です』の中の「ありがとうファミリー劇場」において、2008年4月に2週間連続放送された。

## 漫画
ウェブコミック誌『MAGNA』にて作画村山渉による漫画版が連載を2008年7月から開始したがウェブサイト自体の終了により、実誌『コミックバーズ』に移籍し2009年1月号から再開した。しかし2009年3月号を最後に休載、事実上の打ち切り。

## 映画

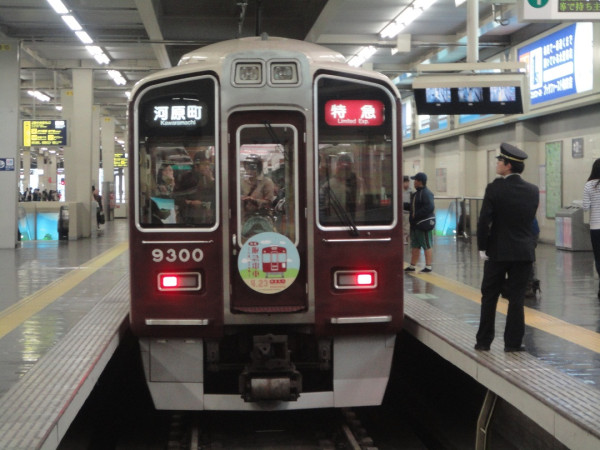
映画宣伝用ヘッドマーク 9300F - 梅田駅

『阪急電車 片道15分の奇跡』（はんきゅうでんしゃ かたみちじゅうごふんのきせき）のタイトルで、ローカル電車を舞台とした群像劇である。主演は中谷美紀、脚本は岡田惠和。阪急電鉄や宝塚歌劇団を始めとする阪急阪神ホールディングス約30社がバックアップし、監督は、今作が劇場用映画デビューであり、阪急阪神ホールディングス傘下でもある関西テレビ制作部の三宅喜重で、関西テレビの社員が映画監督になるのは今回が初となる。また、日本の放送業界では初めて、異なるネットワークに加盟する民放テレビ局（同じ在阪局の関西テレビと読売テレビ）が共同で製作に関わった。
公開は80スクリーンと中規模ながら、舞台地近辺の劇場を中心に多くの動員があり、興行収入11.4億円を記録した。

### あらすじ
美人でしっかり者のOL翔子は自分を裏切った元カレの結婚式に白いドレスで出席する。女子大生のミサはイケメン彼氏のDVに悩んでいる。主婦康江は子どもを通した付き合いのママ軍団から抜けられず、誘われるたびにそのストレスから胃を痛める。女子高生の悦子は受験に悩み、彼氏との関係に悩み自暴自棄になっている。女子大生の美帆は地方出身の劣等感から周囲に馴染めなかったが、軍事オタクの圭一と知り合い二人の世界を作っていく。少女ショウコは同級生から仲間外れにされ辛い思いをしている。
登場人物が皆、心に孤独や辛さを抱えていて、たまたま電車に乗り合わせた他人が、その辛さを癒したり、悩みを解決に導くキーパーソンになっていく。最初にOL翔子の愚痴を聞き励ましたのが時江と孫の亜美。女子大生ミサがDV彼氏と別れるきっかけを作ったのが女子高生悦子たちの噂話。胃痛で電車を降りた主婦康江に、付き合いはほどほどにと助言したのが女子大生ミサ。受験で悶々とする女子高生悦子に勇気を与えたのが美帆と圭一のカップル。そして最後に、仲間外れにされても凛としている小学生ショウコを勇気づけたのがOL翔子で、降りた駅で女子大生ミサに出会い、意気投合して友達付き合いが始まる。

### キャスト
出身地が阪急沿線の場合は府県名・都市名を掲載、沿線外ではあるが、大阪、京都、兵庫のいずれかの府県の場合は府県名のみを掲載。
- 高瀬 翔子 - 中谷美紀
  - 羽田 健介 - 鈴木亮平（友情出演）（兵庫県西宮市出身）
  - 小峰 比奈子 - 安めぐみ
  - 披露宴の会場係 - 大杉漣（特別出演）
  - 小林駅の駅員 - 菊池均也
- 萩原 時江 - 宮本信子　祖母
  - 萩原 亜美 - 芦田愛菜（兵庫県西宮市出身）孫
  - 若い頃の時江 - 黒川芽以
- 森岡 ミサ - 戸田恵梨香（兵庫県神戸市出身）
  - カツヤ - 小柳友　ミサの彼氏
  - マユミ - 相武紗季（友情出演）（兵庫県宝塚市出身）ミサの親友
  - 健吾 - 高橋努　マユミの兄
- 伊藤 康江 - 南果歩（兵庫県尼崎市出身）主婦
- 門田 悦子 - 有村架純（兵庫県伊丹市出身）高校生
  - 悦子の友達 - 森田涼花（京都府京都市出身）
  - 遠山 竜太 - 玉山鉄二（京都府出身）悦子の社会人彼氏・時江のかつての想い人
- 権田原 美帆 - 谷村美月（大阪府出身）大学生
- 小坂 圭一 - 勝地涼　大学生
- 樋口 翔子 - 高須瑠香（大阪府出身）ランドセルの小学生
- その他 - 実咲凜音（兵庫県神戸市出身）、森若佐紀子（読売テレビアナウンサー）、大田良平（読売テレビ報道記者、兵庫県西宮市出身）、村西利恵（関西テレビアナウンサー、大阪府吹田市出身）、高橋真理恵（関西テレビアナウンサー）、芦川誠、橋本千枝子、小野晴子（大阪府箕面市出身）、松永渚

### スタッフ
- 脚本 - 岡田惠和
- 監督 - 三宅喜重（関西テレビ）
- 音楽 - 吉俣良
- 主題歌 - aiko（大阪府吹田市出身）「ホーム」（ポニーキャニオン）
- 製作者 - 福井澄郎、松下康、見城徹、角和夫、桐畑敏春、中村仁、越智常雄
- エグゼクティブプロデューサー - 籏啓祝、服部洋、小玉圭太、若林常夫、三宅容介、伊藤隆範、村上博保
- チーフプロデューサー - 重松圭一（関西テレビ）
- プロデューサー - 沖貴子（関西テレビ）、田村勇気（電通）
- ラインプロデューサー - 岩本勤
- 撮影 - 池田英孝
- B班撮影 - 横山和明
- 照明 - 原田洋明
- 録音 - 郡弘道
- 美術 - 松本知恵
- 装飾 - 藤田徹
- VE - 吉岡辰沖、中村寿昌
- 衣装 - 会田昌子
- スタイリスト（中谷担当） - 中村みのり
- 衣装デザイン（宮本・芦田担当） - 伊藤佐智子
- ヘアメイク - 清水惇子 / 若林奈津子（中谷担当）、mi-co（南担当）、柴田ヤス子（宮本担当）
- 記録 - 木村晃子
- 編集 - 普嶋信一
- 監督補 - 宮崎暁夫
- 助監督 - 中西正茂
- 制作担当 - 大谷弘
- 音響効果 - 岡瀬晶彦
- VFX - IMAGICA、デジデリック
- ロケ協力 - ひょうごロケ支援ネット、神戸フィルムオフィス、西宮市、宝塚市 ほか
- キャメラ - EOS MOVIE（協力：キヤノンマーケティングジャパン）
- 技術協力 - 池田屋
- スタジオ - 日活撮影所
- Special Thanks - 阪急電鉄、およびグループ各社
- 製作 - 「阪急電車」製作委員会（関西テレビ、電通、幻冬舎、阪急電鉄、ポニーキャニオン、読売新聞社、読売テレビ）
- 製作プロダクション - コクーン
- 配給 - 東宝

### プロモーション・封切り
2011年3月30日に行われた試写会では、宝塚大劇場が上映会場となった。本劇場で映画イベントが開かれるのは、劇場創設以来初めてであった。映画の試写会は東日本大震災直後であったが、阪神・淡路大震災を関西に在住していたため経験していた原作者の有川浩は、「自粛は被災地を救わない。阪神・淡路を経験した私たちはそのことを知っています。エンターテインメントを楽しむことを後ろめたいと思わないでください。映画1本分、本一冊分、自分は経済を回すのだと思って楽しんでください。張り詰めた糸が切れてしまわないために、気持ちのゆとりを作るためにエンタメはあるのです」と、経験者の立場から自粛ムードに揺れる世相について語った。その思いは中谷美紀ら出演者が受け継ぎ、全国の映画館で舞台挨拶を行った際に、繰り返し述べられたという。戸田恵梨香、相武紗季、鈴木亮平ら、関西出身の出演者のなかには被災した経験を持つ者もいる。
2011年4月6日から、阪急電鉄の一部車両に映画公開をPRするヘッドマークが掲出された。
2011年4月29日からTOHOシネマズ日劇3ほか日本全国の東宝系劇場で公開されたが、関西では4月23日から先行上映された。関西地区32スクリーン先行上映ながら、2011年4月23・24日の初日2日間で興収5,815万4,800円、動員4万4,166人になり映画観客動員ランキング（興行通信社調べ）で初登場第7位となっている。全国80スクリーンに拡大公開された第2週には第6位にランクインしている。上映館数が83スクリーンと少ない劇場館数ながら6月15日に興行収入10億円を突破したと発表。2012年に発表された興行収入は11.4億円。
また、舞台となった阪急今津線沿線のTOHOシネマズ西宮OSでは、興行47日目時点で動員数7万6,346人を記録し、同館においてそれまでトップだった『アバター』での全116日間で7万6,029人という記録を超えた。

### サウンドトラック
「阪急電車 片道15分の奇跡」オリジナル・サウンドトラック（2011年4月20日発売）
| 収録曲（タイトル） / 収録分数 / 作曲など | 収録曲（タイトル） / 収録分数 / 作曲など | 収録曲（タイトル） / 収録分数 / 作曲など | 収録曲（タイトル） / 収録分数 / 作曲など |
| ---------------------------------------- | ---------------------------------------- | ---------------------------------------- | ---------------------------------------- |
| M-01                                     | 阪急電車 片道15分の奇跡 メインテーマ     | 2：16                                    | 作曲・編曲：吉俣良                       |
| M-02                                     | つばめ                                   | 3：24                                    | 作曲・編曲：吉俣良                       |
| M-03                                     | 忘れられない一日                         | 2：23                                    | 作曲・編曲：吉俣良                       |
| M-04                                     | 合縁奇縁                                 | 2：08                                    | 作曲・編曲：吉俣良                       |
| M-05                                     | 胸騒ぎ                                   | 2：40                                    | 作曲・編曲：吉俣良                       |
| M-06                                     | 手と手                                   | 4：08                                    | 作曲・編曲：吉俣良                       |
| M-07                                     | 待ち合わせ                               | 3：07                                    | 作曲・編曲：吉俣良                       |
| M-08                                     | 路傍の花                                 | 2：15                                    | 作曲・編曲：吉俣良                       |
| M-09                                     | それぞれの道                             | 1：12                                    | 作曲・編曲：吉俣良                       |
| M-10                                     | 晴れて                                   | 3：18                                    | 作曲・編曲：吉俣良                       |
| M-11                                     | 終着駅                                   | 2：48                                    | 作曲・編曲：吉俣良                       |
| M-12                                     | 一歩ずつ                                 | 2：41                                    | 作曲・編曲：吉俣良                       |
| M-13                                     | 心友                                     | 1：37                                    | 作曲・編曲：吉俣良                       |
| M-14                                     | 虹の橋                                   | 2：52                                    | 作曲・編曲：吉俣良                       |
| M-15                                     | 涙の向こう                               | 3：31                                    | 作曲・編曲：吉俣良                       |
| M-16                                     | ホーム(Instrumental)                     | 3：04                                    | 作曲：AIKO 編曲：吉俣良                  |

### 協賛・協力スポンサー
- 田崎真珠（現:TASAKI）
- 日立製作所（交通関連部門・関西地区）
- KDDI - LISMOドラマ!
- 関西学院大学
- 阪急不動産
- 大正製薬
- 神戸屋グループ
- PURELA
- 阪急阪神第一ホテルグループ（阪急阪神ホテルズ）

### 公開記念特番
映画公開を記念して、関西地区で先行封切りされた2011年4月23日、15:00 - 15:30に関西テレビにて特番が放送された。阪急西宮ガーデンズ特設ブースから公開生放送を行い、番組中では舞台挨拶の模様、出演者・監督・阪急電鉄関係者へのインタビュー、ロケーション撮影時の模様などが採りあげられた。

### 受賞
- 第3回沖縄国際映画祭（2011年）“Peace部門”海人（うみんちゅ）賞グランプリ および 審査員特別賞ゴールデンシーサー賞[12]
- 第36回報知映画賞 助演女優賞（2011年） - 宮本信子[13]
- 第35回日本アカデミー賞（2012年）[14]
  - 優秀主演女優賞 - 中谷美紀
  - 優秀助演女優賞 - 宮本信子
- 第21回日本映画批評家大賞（2012年）
  - 助演女優賞 - 宮本信子
  - 新人監督賞 - 三宅喜重
- 第54回ブルーリボン賞（2012年）
  - 新人賞 - 芦田愛菜

### スピンオフドラマ
『阪急電車〜片道15分の奇跡〜 征志とユキの物語』が、2011年4月1日から29日の間の毎週金曜日に全5話が、au「LISMOチャンネル」にて配信された。また、2011年5月1日の25:40 - 26:10に同番組が関西テレビにて放送された。

#### キャスト（スピンオフ）
- 征志：永井大
- ユキ：白石美帆

#### スタッフ（スピンオフ）
- 監督・脚本：宮崎暁夫
- 製作：KDDI、関西テレビ
- 主題歌：SAY「Tears On Earth」(EMI MUSIC JAPAN)